# Alexis Salazar
Alexis Alejandro Salazar Villarroel (Lota, Chile, 3 de junio de 1983) es un exfutbolista chileno que jugaba de defensa. Se retiró en Cobresal de la Primera División de Chile.

## Clubes
| Club                | País  | Año       |
| ------------------- | ----- | --------- |
| Lota Schwager       | Chile | 2001-2004 |
| Deportes Linares    | Chile | 2004      |
| Lota Schwager       | Chile | 2005      |
| Provincial Arauco   | Chile | 2006      |
| Fernández Vial      | Chile | 2007      |
| Lota Schwager       | Chile | 2008-2009 |
| Deportes Concepción | Chile | 2010-2012 |
| Cobresal            | Chile | 2013-2017 |

## Palmarés

### Campeonatos nacionales
| Título           | Club          | País  | Año    |
| ---------------- | ------------- | ----- | ------ |
| Tercera División | Lota Schwager | Chile | 2001   |
| Primera División | Cobresal      | Chile | 2015-C |

- Datos: Q4721529